# DAMS
DAMS, förkortning för Driot Associés Motor Sport, är ett franskt racingstall. Stallet grundades 1988 av Jean Paul Driot och den före detta formel 1-föraren René Arnoux. DAMS huvudkontor ligger i Le Mans, endast 2 kilometer från Circuit Bugatti du Mans. Stallet är väldigt framgångsrikt med flera titlar i bland annat GP2 Series, Formula Renault 3.5 Series och Auto GP World Series.
Noterbara förare som kört för DAMS är Érik Comas, Allan McNish, Olivier Panis, Jean-Christophe Boullion, Sébastien Bourdais, Kazuki Nakajima, Romain Grosjean, Marcus Ericsson och Kevin Magnussen.